# Martin Arrowsmith (film)
 For alternative betydninger, se Martin Arrowsmith. (Se også artikler, som begynder med Martin Arrowsmith)
Martin Arrowsmith (originaltitel: Arrowsmith) er en amerikansk dramafilm fra 1931, instrueret af John Ford og Brian Desmond Hurst. Den havde Ronald Colman, Helen Hayes, Richard Bennett, og Myrna Loy på rollelisten.
Manuskriptet var skrevet af Sidney Howard baseret på romanen Martin Arrowsmith af Sinclair Lewis. Filmen blev nomineret til 4 Oscars for bedste film, bedste filmatisering, bedste scenografi og bedste fotografering.